# پراگ ۱۰
پراگ ۱۰ (به لاتین: Prague 10) یک منطقهٔ مسکونی در جمهوری چک است که در پراگ واقع شده‌است. پراگ ۱۰ ۱۸٫۶۰ کیلومتر مربع مساحت و ۱۱۱٬۶۸۵ نفر جمعیت دارد.